# 빙과 (소설)
《빙과》(일본어: 氷菓)는 요네자와 호노부의 2001년 청춘 미스터리 소설로, 고전부 시리즈의 첫 작품이다. 고등학교의 특별 활동 동아리 '고전부'에 소속되어 있는 학생들이 일상에서 벌어지는 수수께끼를 해결해 나가는 일상 추리 소설이다. 대한민국에는 엘릭시르에서 권영주 번역으로 출간되었다.
2012년 동명의 애니메이션 작품으로 만들어졌으며, 이 작품을 포함한 고전부 시리즈 4편까지의 내용을 담았다.

## 목차
1. 바라나시에서 온 편지
2. 전통 있는 고전부의 재생
3. 명예로운 고전부의 활동
4. 사정 있는 고전부의 후예
5. 유서 깊은 고전부의 봉인
6. 영광스러운 고전부의 과거
7. 역사 있는 고전부의 진실
8. 미래 있는 고전부의 나날
9. 사라예보로 보낸 편지

## 등장인물
- 오레키 호타로(折木 奉太郎)
- 치탄다 에루(千反田 える)
- 후쿠베 사토시(福部 里志)
- 이바라 마야카(伊原 摩耶花)
- 오레키 도모에(折木 供恵)
- 도가이토 마사시(遠垣内 将司)
- 이토이가와 요코(糸魚川 養子)
- 이리스 후유미
- 코우치 아야코